# Mark Bedford
Pour les articles homonymes, voir Bedford.
Mark Bedford, né Mark William Bedford le 24 août 1961 à Islington (Angleterre, Royaume-Uni), surnommé Bedders, est un bassiste britannique. Il est membre fondateur et aujourd'hui membre occasionnel du groupe de ska Madness.

## Carrière musicale
En 1976, le groupe de ska The Invaders  regroupe Lee Thompson, Mike Barson, Chris Foreman et Chas Smash. En janvier 1979, après l'arrivée de Graham McPherson, Mark Bedford et Dan Woodgate, ils adoptent le nom de Madness. Après la séparation du groupe en 1986, il ne fit pas partie de la reformation du groupe appelé cette fois The Madness, en 1988.

## Vie privée
Il mène une carrière de designer graphique et tient une boutique dans l'Est de Londres. Il vit près de Stoke Newington et a deux filles, Alice et Olivia.